# Jean-Louis Dubut de Laforest
Jean-Louis Dubut de Laforest (Saint-Pardoux, 1853 - Paris, 1902). Literato francés de finales del siglo XIX. Sus novelas describen los ambientes más sórdidos del París de fin de siglo y los vicios más abyectos de la sociedad de la época.
Dubut de Laforest era un escritor popular, un folletinista avispado, dotado de una gran facilidad para poner en escena héroes y heroínas, extraídos de los bajos fondos de París. Obtenía éxito de expectación y éxito económico con sus folletines tan divulgados y sus libros sazonados de picante.

Sobre todo se dedicó a excitar la curiodad pública describiendo la sociedad parisina, con sus vicios conocidos, sus bajezas repgunantes, no retrocediendo ante ninguna pintura naturalista y dando la sensación de un mundo irremediablemente gangrenado y podrido, lo que se le reprochó no sin razón.

En verdad, su objetivo no es tanto hacer admirar la virtud como hacer detestar el vicio. En lugar de arrojar un velo sobre las lamentables  taras de la humanidad, él las despliega abiertamente, las muestra a plena luz, para así poder juzgar mejor su horror.

## Biografía
Nació en Saint-Pardoux (Dordogne) el 24 de julio de 1853. Perteneciente a una de las más viejas familias del Périgord. Realizó sus estudios en los institutos de Périgueux y de Limoges, obteniendo su diploma de licenciado en derecho por la Facultad de Burdeos. Tras haber ocupado, durante tres años, las funciones de consejero de la Prefectura del Oise, abandonó la administración para dedicarse exclusivamente a las letras. Escribió en el periódico Le Fígaro crónicas notables, bajo el pseudónimo de Jean Tolbiac, e ingresó como redactor en el L'Echo de Paris, en el momento de la fundación de ese periódico por Aurélien Scholl. En 1880, en Limoges, se batió a duelo con un oficial del ejército al que hirió. 

Es un caso curioso de escritor de mucho éxito en su época que se apaga súbitamente tras su muerte. Durante el siglo XX fue un auténtico desconocido y ahora, gracias a Internet, comienza a exhumarse su vida y su obra. Si bien su obra ha sido conservada en su totalidad, su vida es un misterio. Se desconoce su modo de vida, sus relaciones amistosas o sentimentales...etc. Lo poco que sabemos de él se deben a notas dispersas en las hemerotecas de la época y a algunos prefacios de obras donde el propio autor explica aspectos de sus inquietudes literarias.
Fue un prolífico novelista de la realidad social parisina de los bajos fondos. Los personajes de sus novelas son proxenetas, prostitutas, ninfómanas... toda una caterva de seres depravados pululan por sus obras.
Si bien gozó de gran celebridad en su época, y sus novelas fueron traducidas a varios idiomas, la naturaleza de sus temas le granjeó pocas simpatías entre la sociedad burguesa y biempensante de la Francia finisecular decimonónica, siendo acusado de pornógrafo y corruptor. En el año 1886, con motivo de la publicación de su novela Le Gaga, fue condenado a dos meses de prisión y 1000 francos de multa por atentado a la moral y a las buenas costumbres. Sin embargo la crítica actual lo considera un escritor comprometido con las injusticias sociales, sobre todo las padecidas por la mujer, y ven en su obra denuncias que en la época en que fueron escritas se tildaron de "basura literaria".

Para evitar los escándalos que provocaba su obra y para eludir la implacable mano de una justicia mojigata, Dubut de Laforest revistió su obra con una pátina científica. Así, una recopilación de sus novelas más atrevidas apareció bajo el título genérico de Patología social, con numerosas citas a obras de naturaleza científica, lo que les confiere un valor añadido a los contenidos dramáticos y de ficción de las mismas.

El 2 de abril de 1902, a las tres de la tarde, Dubut de Laforest se arrojó por la ventana de su vivienda, en un quinto piso de la avenida Trudaine, falleciendo al cabo de algunos minutos. Dejó escrita la siguiente nota: «Voy a intentar matarme, al creerme incapaz de proseguir mi carrera de hombre de letras; desde hace tiempo me obsesiona la idea del suicido y prefiero acabar de una vez». Según sus conocidos, el novelista se sumió en una depresión motivada por la falta del reconocimiento de sus contemporáneos, al que se creía acreedor. Hay otra teoría menos dramática y es que parece ser que el autor venía sufriendo un agotamiento mental acompañado de fuertes e intolerables dolores de cabeza que lo llevaron a tomar tal determinación. Algunos autores son más proclives a aceptar esta segunda hipótesis.
Fue enterrado en la esquina nordeste del cementerio de Saint-Pardoux, en el panteón familiar, bajo un sauce llorón. Hoy en día es muy difícil la localización de su tumba en la parte antigua del cementerio. 

En la actualidad es un escritor bastante ignorado pese a las numerosas novelas que escribió y que gozaron del beneplácito del lector de folletín. No obstante comienza a ser reivindicado en los ámbitos universitarios y sus obras parece que comienzan a ver alguna tímida reedición sobre todo en Francia.

A principios del siglo XX, la editorial española Toribio Taberner publicó la colección de las 37 novelas que componen su monumental serie titulada Los últimos escándalos de París. Hoy en día estos ejemplares son muy difíciles de encontrar.
Su obra en francés se encuentra, casi en su totalidad, en la Biblioteca Nacional de Francia y puede accederse a ella, en formato digital, en el portal Gallica de la BNF.

## Novelas y colecciones de cuentos
- Les Dames de Lamête (1880)
- Tête à l'envers (1882)
- Un Américain de Paris (1882)
- La Crucifiée (1883)
- Le Rêve d'un viveur (1883)
- Mademoiselle Tantale (1884)
- Le Faiseur d'hommes (1884)
- Belle-maman (1884)
- La Baronne Emma (1885)

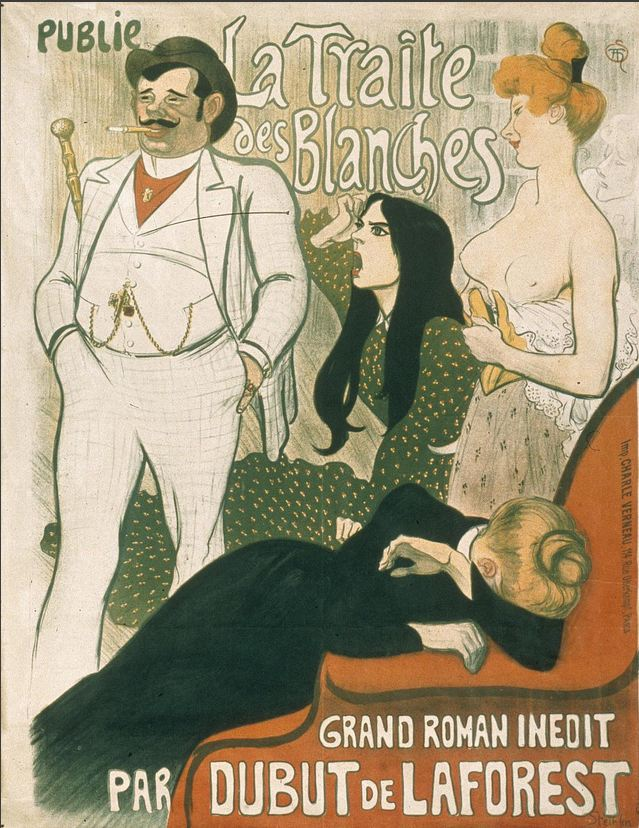
Cartel anunciador del folletín "La trata de blancas" de JL Dubut de Laforest

- Contes à la paresseuse (cuentos)(1885)
- Les Dévorants de Paris (1885)
- Le Gaga (1885)
- Contes pour les baigneuses (cuentos) (1887)
- Le Cornac (1887)
- La Bonne à tout faire (1887)
- Mademoiselle de Marbeuf (1888)
- Contes á la lune (cuentos) (1889)
- L'homme de joie (1889)
- Documents humains (artículos) (1888)
- Contes à la lune (cuentos) (1889)
- La femme d'affaires (1890)
- Le Grappin (1890)
- Colette et Renée (1891)
- Le Commis-Voyageur (1891)
- Contes á Panurge (cuentos) (1891)
- Morphine (1891)
- L'Abandonné (1892)
- Contes pour les hommes (cuentos) (1892)
- La Haute-Bande (1893)
- Les Petites Rastas (1894)
- Mademoiselle de T... (1895)
- Le Cocu Imaginaire (1895)
- Angéla Bouchaud, demoiselle de magasin (1896)
- Les Amours de jadis et d'aujourd'hui (1897)
- Messidor (1897)
- Pathologies sociales (10 volúmenes) (1897)
- Les derniers escandales de Paris (37 volúmenes) (1898-1900)
- La Traite des blanches (4 volúmenes) (1901)
- La Tournée des grands-ducs (2 volúmenes) (1902)

## Teatro
- La Bonne à tout faire (en colaboración con Oscar Méténier) (1892)
- Rabelais (en colaboración con Oscar Méténier) (1892)

## Los últimos escándalos de París[11](1898-1900)
Así se titula una serie de 37 novelas, donde se narran las aventuras de toda una serie de personajes de la más baja ralea y que, pese a poder ser leídas de forma independiente, constituyen un todo uniforme. Esta práctica era bastante recurrida por los autores de la época, en particular recordemos la serie de los Rougon-Macquart de Émile Zola. A continuación relacionamos los títulos de las obras que componen la serie y su equivalente en español, según la traducción de la editorial Taberner. 

A continuación también se reproduce un poema dedicado por Dubut de Laforest a su amigo Guy de Maupassant.
| El más grande entre nosotros, en todo su poder Del Verbo, y la eclosión de los valores Que lo ilumina, le inciensa y lo hace resplandecer: ¡Un ramo de mil colores! Es Guy de Maupassant, de generosa alocución, Risas y leyes sembrando; Es la llama sagrada de la alegre razón, Es el honor del espíritu normando. Pero la llama se apaga, bajo una sombra enemiga, Se ve su razón desfallecer No estaba muerta, estaba dormida ¡En el maravilloso amanecer! Él sale victorioso de la sombra deteniendo su carrera ¡Oh duelo! ¡Oh siniestro pecado! Pero saluda a la muerte que la luz despliega En torno a la frente que ella ha tocado! |

## La trata de Blancas (1901)
Así se titula una serie de 4 novelas, donde se narran las maquinaciones de los proxenetas parisinos. Los títulos que la componen son: 1. La Traite de blanches (La trata de blancas); 2. Madame Barbe-Bleu (La Señora Barba Azul); 3. Les marchands de femmes (Los mercaderes de mujeres); 4. Trimardon (Trimardón)